# Перхлорат ртути(I)

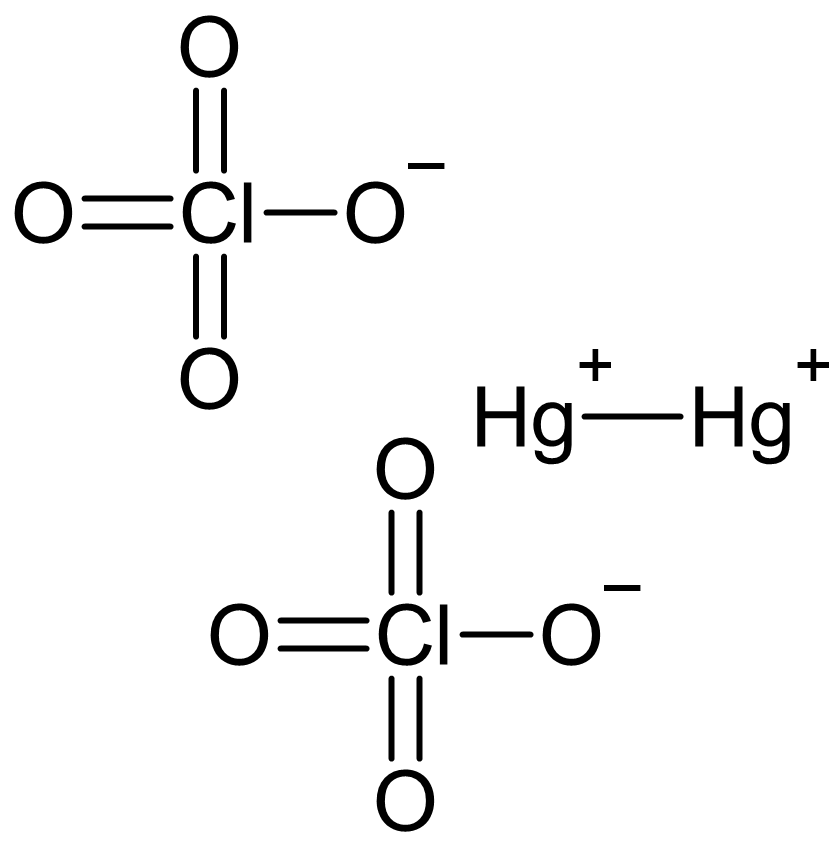

Перхлорат ртути(I) — неорганическое соединение,
соль ртути и хлорной кислоты
с формулой Hg2(ClO4)2,
кристаллы,
растворяется в воде.

## Получение
- Растворение карбоната ртути(I) в хлорной кислоте[1]:

{\displaystyle {\mathsf {Hg_{2}CO_{3}+2HClO_{4}\ {\xrightarrow {}}\ Hg_{2}(ClO_{4})_{2}+CO_{2}\uparrow +H_{2}O}}}

## Физические свойства
Перхлорат ртути(I) образует кристаллы,
которые очень хорошо растворяются в воде.
Образует кристаллогидраты состава Hg2(ClO4)2•n H2O, где n = 2 и 4.
Кристаллогидрат Hg2(ClO4)2•4H2O плавится в собственной кристаллизационной воде при 64°С.
При дегидратации кристаллогидрата Hg2(ClO4)2•2H2O образуется соединение смешанной валентности
Hg2Hg(OH)2(ClO4)2 — бесцветные кристаллы
моноклинной сингонии,
пространственная группа C 2/c,
параметры ячейки a = 1,8477 нм, b = 0,4908 нм, c = 1,0862 нм, β = 93,80°, Z = 4
.